# Hydrophylax maritima
Hydrophylax maritima är en måreväxtart som beskrevs av Carl von Linné d.y.. Hydrophylax maritima ingår i släktet Hydrophylax och familjen måreväxter. Inga underarter finns listade i Catalogue of Life.